# Nemolizumab
Il nemolizumab è un farmaco sperimentale per il trattamento del prurito nelle persone affette da dermatite atopica. È un anticorpo monoclonale umanizzato che blocca il recettore A dell'interleuchina 31. Nel marzo 2017 sono stati pubblicati i risultati della fase II di una sperimentazione clinica consistente nella somministrazione di nemolizumab ai pazienti affetti da dermatite atopica.
L'anticorpo è stato realizzato dalla casa farmaceutica Chugai, che nel 2016 ha venduto a Galderma la licenza esclusiva per la produzione e la commercializzazione del farmaco in tutto il mondo, con l'eccezione di Taiwan e Giappone.